# Портик на Октавия
Портикът на Октавия (на италиански: Portico di Ottavia) е съоръжение, изградено в Рим и посветено на Октавия, сестра на император Октавиан Август.
Издигнато е в периода 33 – 23 пр.н.е. на мястото на предишния портик на Метел, построен от цензора Цецилий Метел Македонски около 131 пр.н.е. Новият портик имал правоъгълен площад, обкръжен от двойна колонада. Главният вход бил разположен на късата страна на правоъгълника и излизал на брега на река Тибър. В обграденото пространство се намирали храмовете на Юнона Регина и на Юпитер Статор.
В наши дни на Виа Сант-Анджело Пескериа може да се видят само остатъци от храма на Юнона. А храмът на Юпитер е първият римски храм, изграден само от мрамор - творба на знаменития гръцки архитект Хермодор. Имало е и библиотека и градина със статуи и фонтани. До наши дни са запазени само фронтонът и няколко колони.